# رونو لاقونا
رينو لاقونا هي سيارة تم إنتاجها بواسطة شركة رونو من خلال ثلاثة أجيال بداية من سنة 1994.

## الجيل الأول (1994-2001)
تم إزاحة الستار عنه لأول مرة سنة 1994 لتعويض رينو 21، النسخة الأولى التي توفرت بيها كانت من صنف هاتشباك و بعدها تم تدعيمها بالنسخة العائلية ستيشن واغن في سنة 1995. في سنة 1998 تم تحديث المظهر الخارجي لهذا الجيل من السيارة.
المحركات:
بنزين:
- 1.6لتر 16V قوة 107 حصان.
- 1.8لتر 94 حصان.
- 1.8لتر 16V قوة 120 حصان.
- 2.0لتر 114 حصان.
- 2.0لتر 16V قوة 139 حصان.
- 2.0لتر S قوة 140 حصان.
- 3.0لتر V6 قوة تتراوح ما بين 169 و 190 حصان.

ديزيل:
- 1.9لتر dTi قوة 98 حصان.
- 1.9لتر dCi قوة 107 حصان.
- 2.2لتر D قوة 86 حصان.
- 2.2لتر dT قوة 113 حصان.

صور:

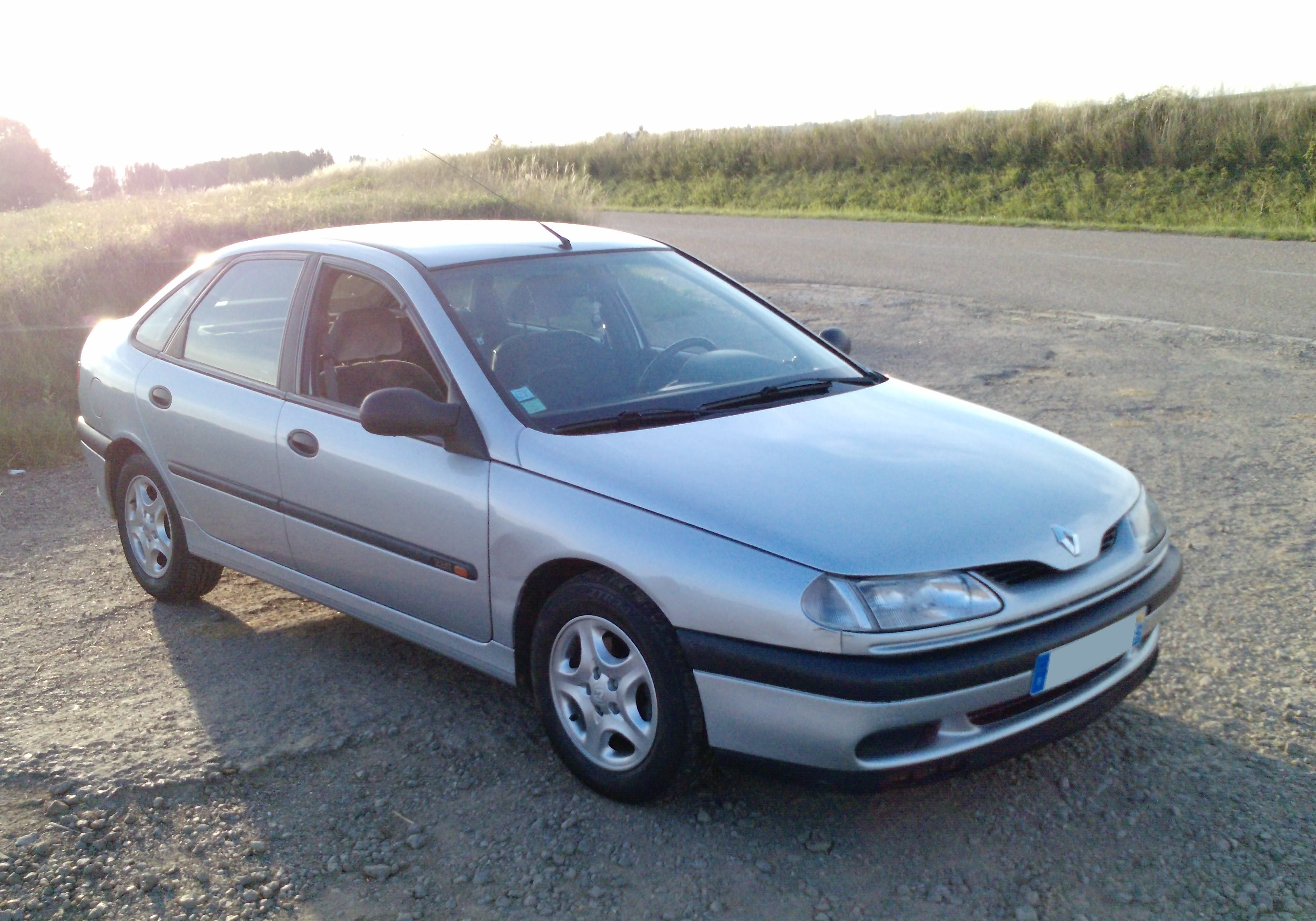
5 أبواب نسخة هاتشباك.
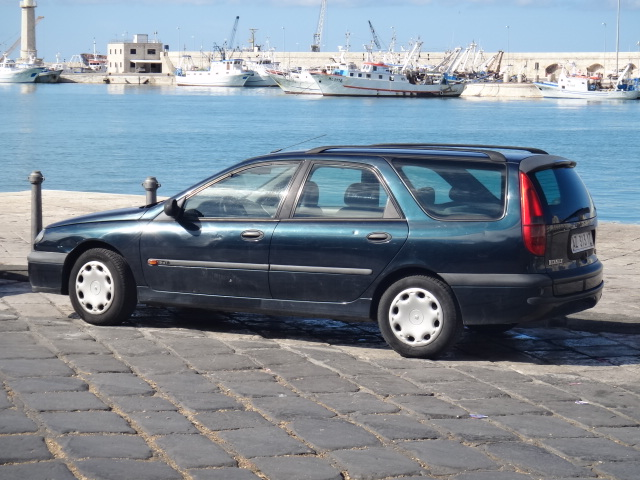
5 أبواب ستيشن واغن.

## الجيل الثاني (2000-2007)
الجيل الثاني تم تقديمه مع نهاية سنة 2000 و هو كذلك توفر بنفس أصناف الجيل الأول بالمعنى نسخة هاتشباك و ستيشن واغن. في سنة 2001، تم اعتبارها كأول سيارة تتحصل على 5 نجوم من خلال اختبار الأمان والتصادم الأوروبي Euro NCAP و بذلك أضحت واحدة من بين أكثر السيارات أمناً في العالم. في مارس 2005 تحصلت على تحديث على مستوى المظهر الخارجي.
المحركات:
بنزين:
- 1.6لتر 16V قوة 112 حصان.
- 1.8لتر 16V قوة 120 حصان.
- 2.0لتر 16V قوة 135 حصان.
- 2.0لتر IDE قوة 140 حصان.
- 2.0لتر 16V تيربو، قوة تترواح ما بين 163 و 170 و 205 حصان.
- 3.0لتر V6 قوة 207 حصان.

ديزيل:
- 1.9لتر dCi قوة تترواح ما بين 92 و 105 و 107 و 110 و 120 و 130 حصان.
- 2.0لتر dCi قوة تتراوح ما بين 150 و 173 حصان.
- 2.2لتر dCi قوة تتراوح ما بين 139 و 150 حصان.

صور:

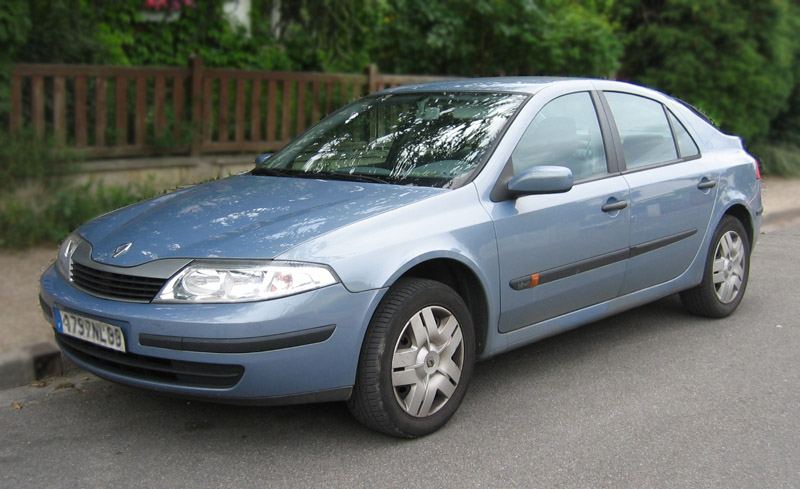
5 أبواب هاتشباك.
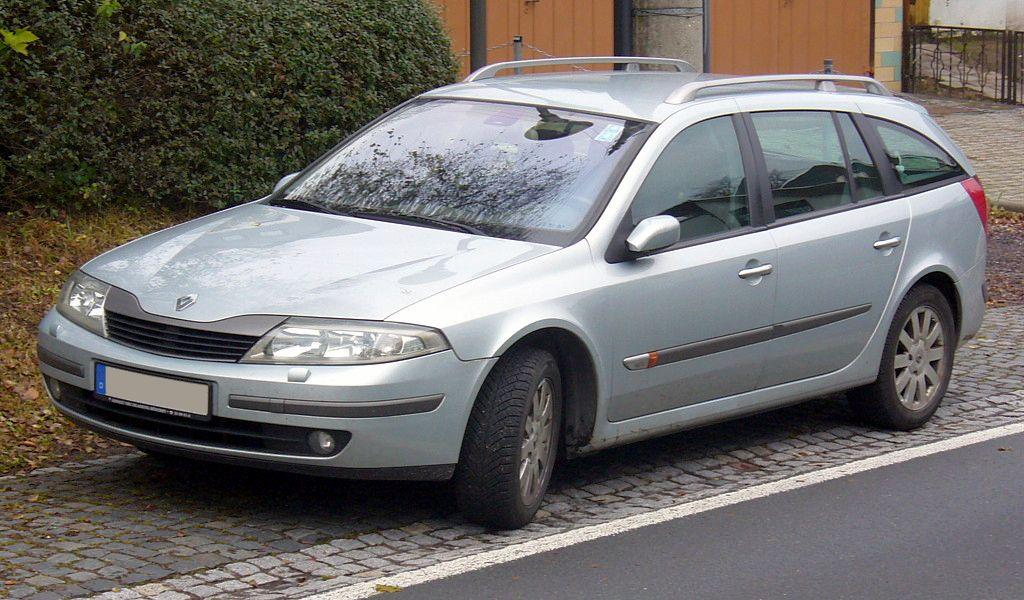
5 أبواب ستيشن واغن.

## الجيل الثالث (2007-2015)
بدأ تسويق هذا الجيل في أكتوبر 2007 و توفر بأصناف هاتشباك و ستيشن واغن وكوبيه. في أواخر سنة 2010 تحصلت على تحديث على مستوى المظهر الخارجي، وبعد ذلك وفي سنة 2015 بالتحديد تم توقيف الإنتاج وتعويضها بمودال Talisman.
المحركات:
بنزين:
- 1.6لتر 16V قوة 110 حصان.
- 2.0لتر 16V قوة 140 حصان.
- 2.0لتر 16V تيربو، قوة تتراوح ما بين 170 و 204 حصان.
- 3.5لتر V6 قوة 238 حصان.

ديزيل:
- 1.5لتر dCi قوة 110 حصان.
- 2.0لتر dCi قوة تتراوح ما بين 130 و 150 و 173 و 178 حصان.
- 3.0لتر V6 dCi قوة 235 حصان.

صور:

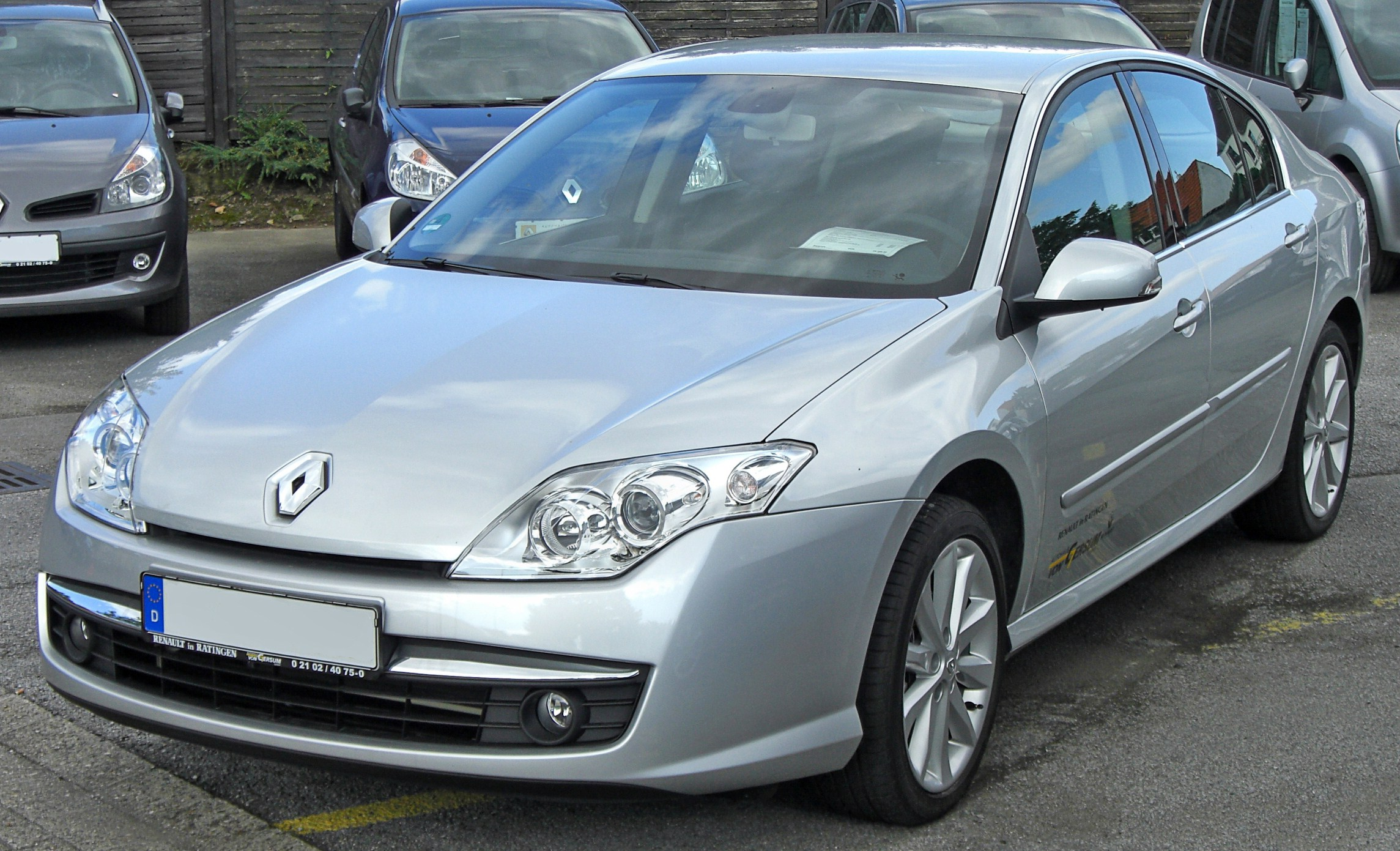
5 أبواب هاتشباك.
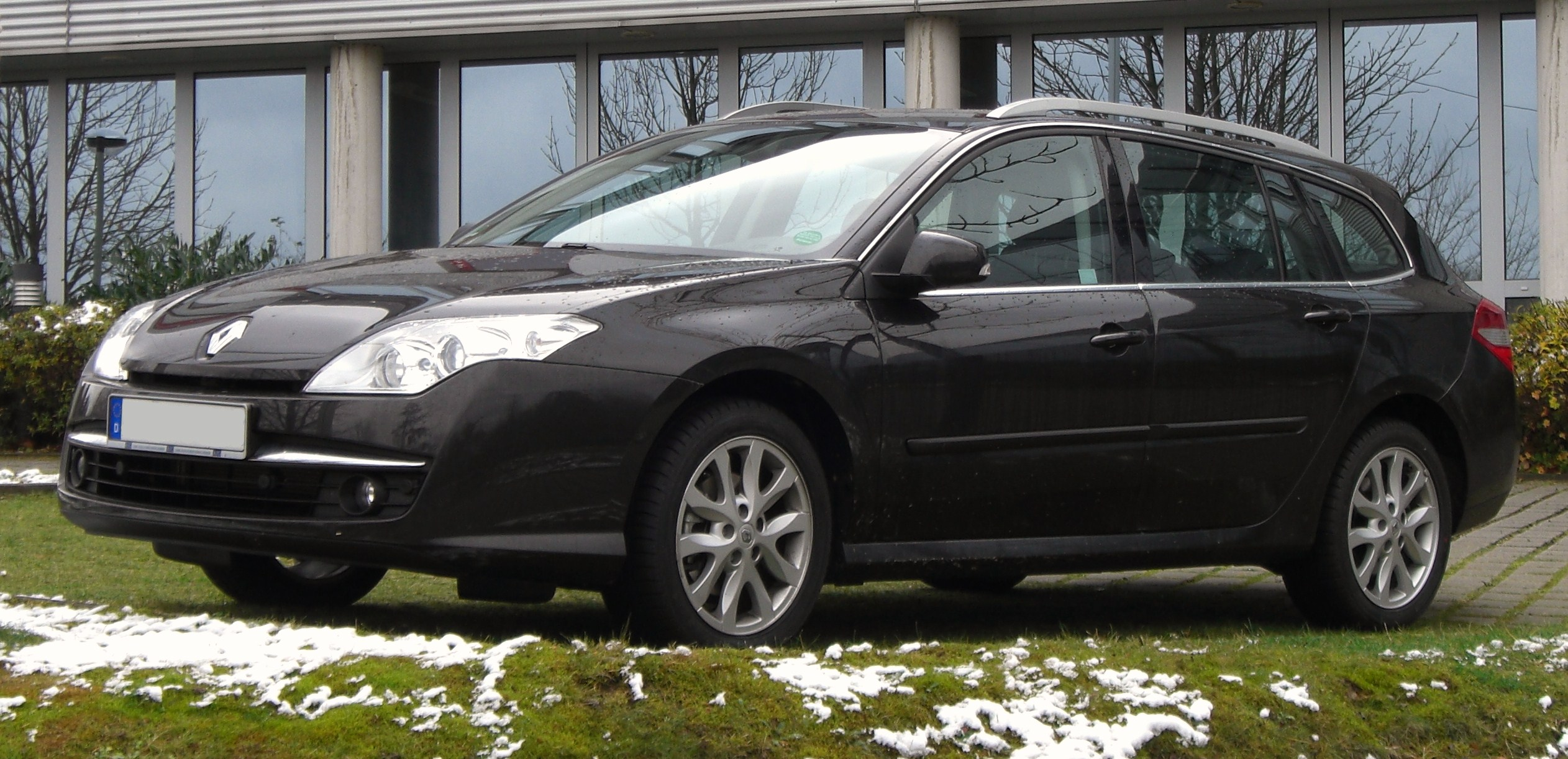
5 أبواب ستيشن واغن.
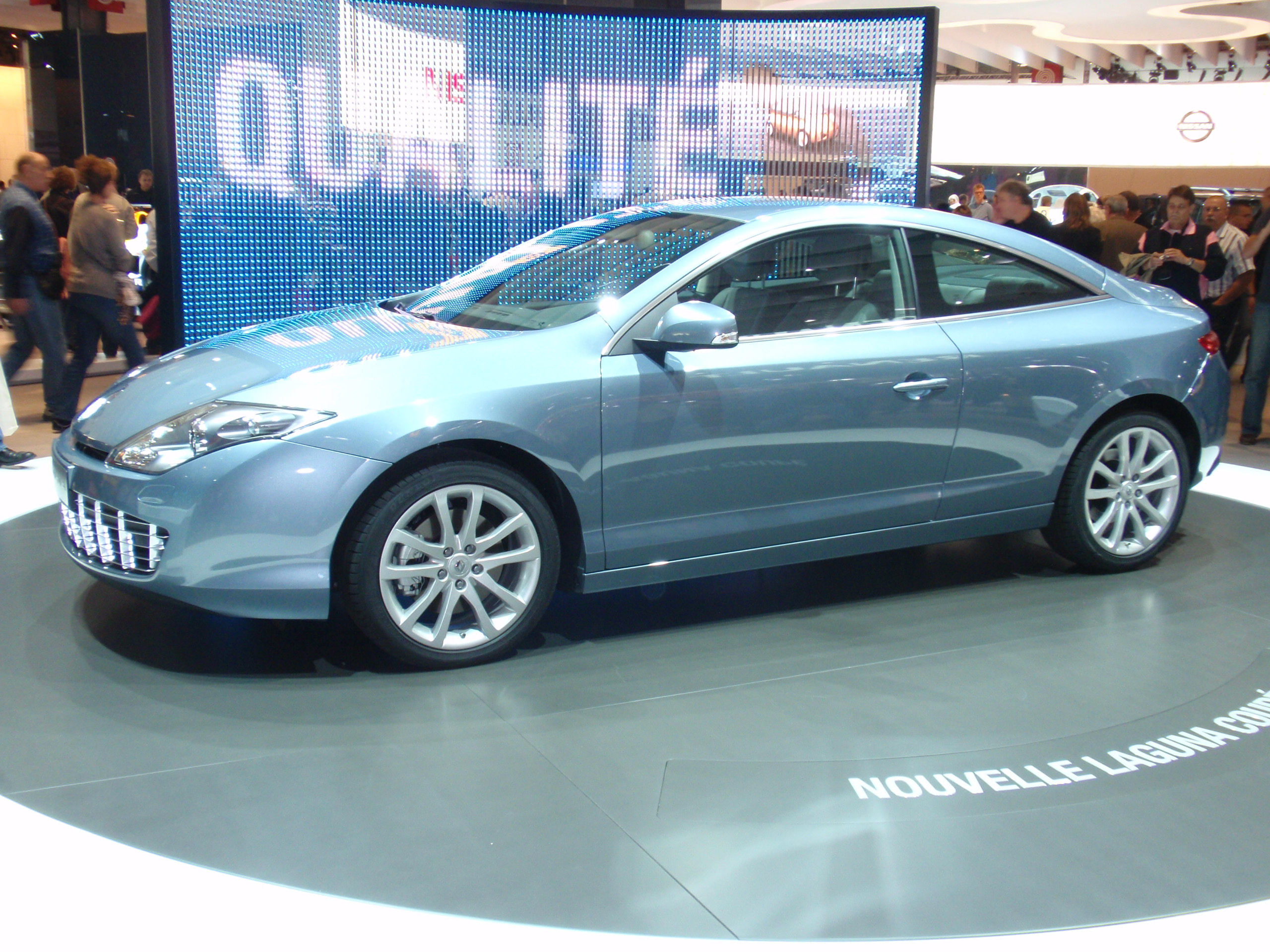
بابين كوبيه.